# الشصر (مناخة)

تعديل مصدري - تعديل

الشصر هي إحدى قرى عزلة بني خطاب بمديرية مناخة التابعة لمحافظة صنعاء، بلغ تعداد سكانها 366 نسمة حسب تعداد اليمن لعام 2004.